# Doboj Istok
Doboj Istok es una municipalidad y localidad de Bosnia y Herzegovina. Se encuentra en el cantón de Tuzla, dentro del territorio de la Federación de Bosnia y Herzegovina. La capital de la municipalidad de Doboj Istok es la localidad homónima.

## Localidades
La municipalidad de Doboj Istok se encuentra subdividida en las siguientes localidades:
- Brijesnica Mala.
- Brijesnica Velika.
- Klokotnica.
- Lukavica Rijeka.
- Stanić Rijeka.

## Demografía
En el año 2009 la población de la municipalidad de Doboj Istok era de 10 221 habitantes. La superficie del municipio es de 41 kilómetros cuadrados, con lo que la densidad de población era de 249 habitantes por kilómetro cuadrado.